# Annona crassiflora
Annona crassiflora är en kirimojaväxtart som beskrevs av Carl Friedrich Philipp von Martius. Annona crassiflora ingår i släktet annonor, och familjen kirimojaväxter. Inga underarter finns listade i Catalogue of Life.

## Bildgalleri

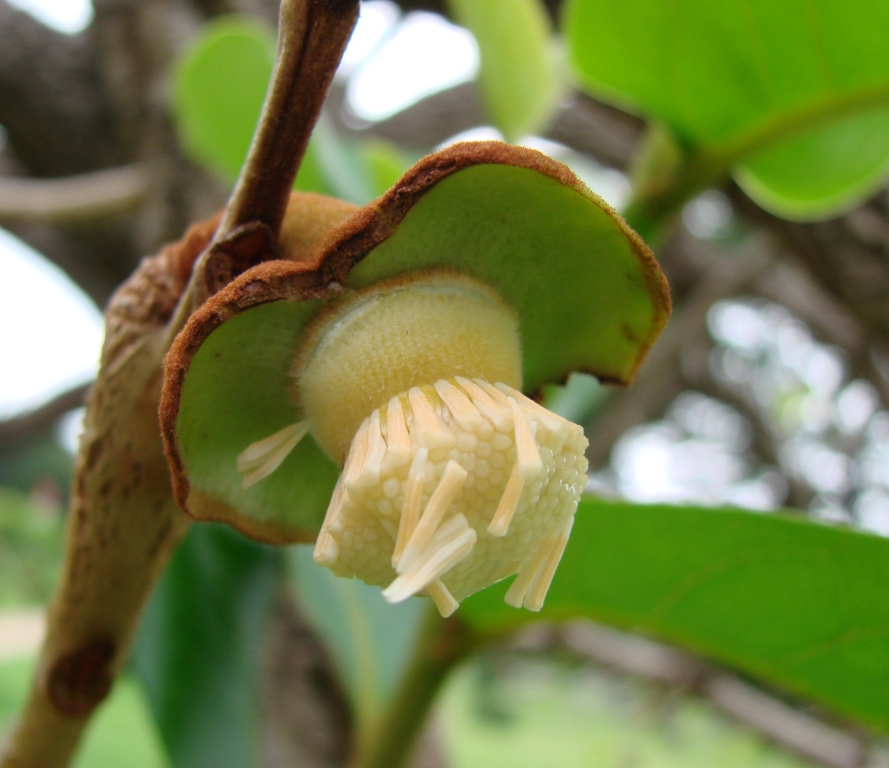
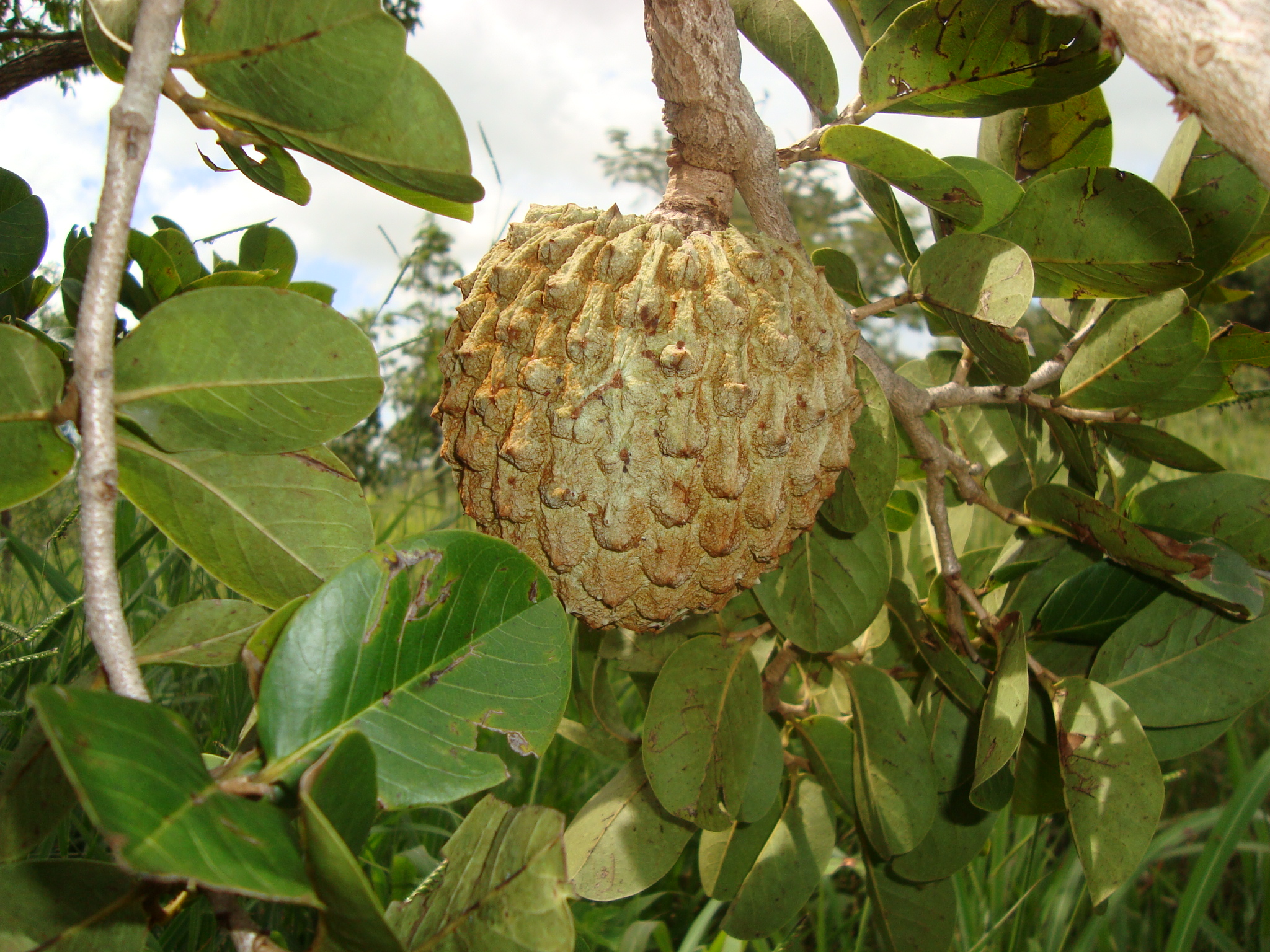
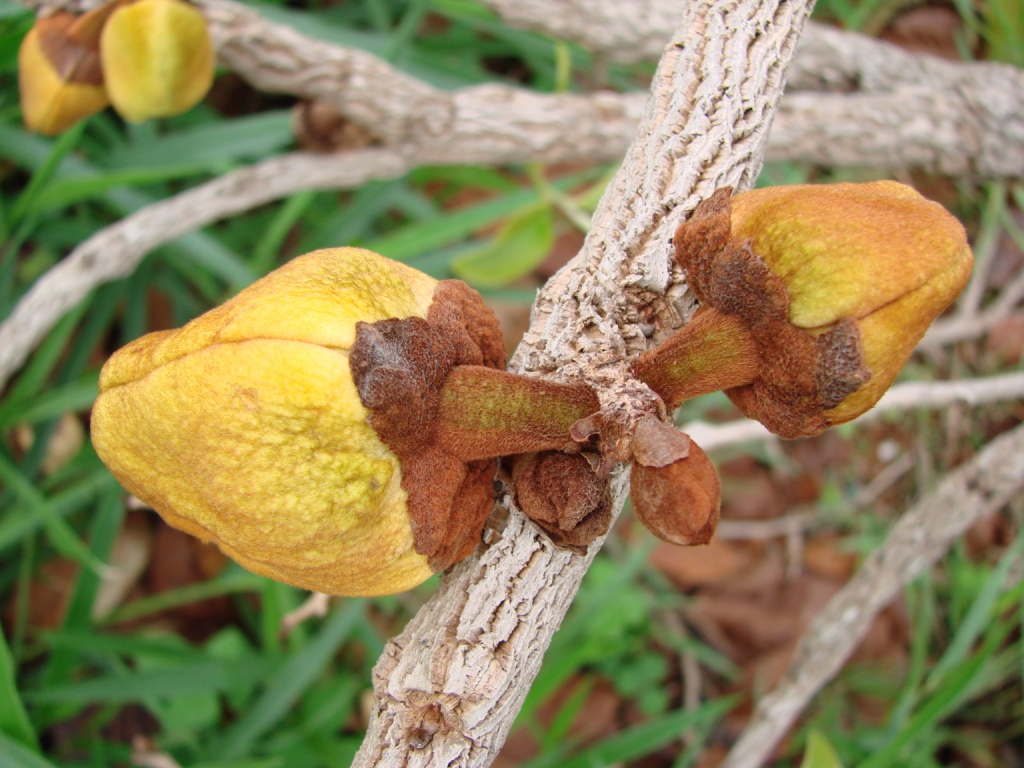
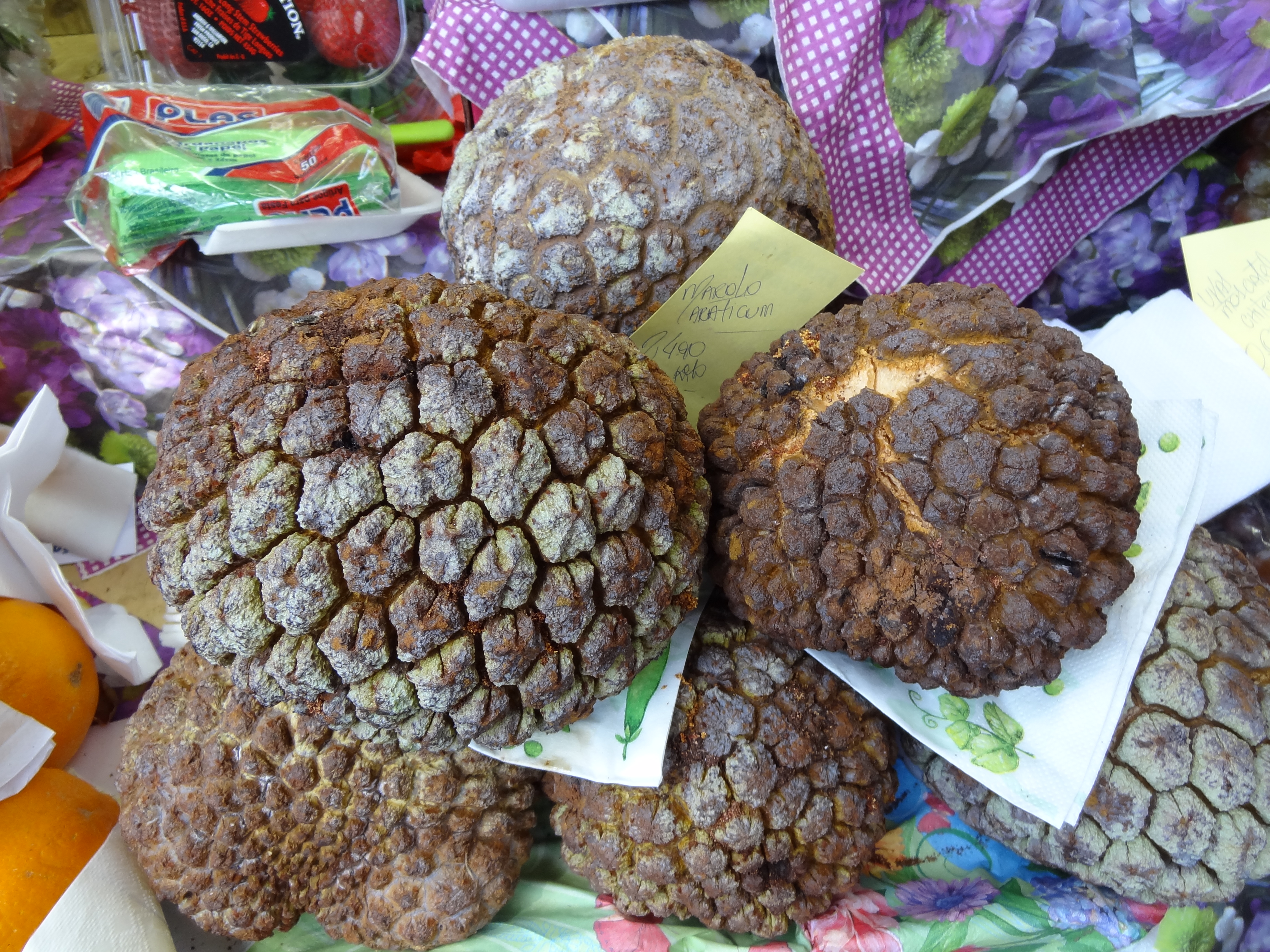